# Paragraf 37
Paragraf 37 i 1809 års regeringsform reglerade adlandet i Sverige från 1809 till 1974. Paragrafen gjorde en kraftig inskränkning i vilka som ansågs adliga genom att anamma det fransk-engelska systemet med att bara huvudmannen innehar den adliga, friherrliga eller grevliga värdigheten till skillnad från alla medlemmar i ätten som var vanligt innan.

## Bakgrund
Innan 1809 reglerades adlandet i Sverige av § 11 av 1772 års regeringsform. Hur adelskapet ärvdes vidare fanns ej stipulerat i grundlagen utan bestämdes istället av Kungl. Maj:t via de individuella sköldebreven. Vanligast var att alla barn med äktenskaplig börd fick ärva sin fars adliga värdighet. Den kunde i sin tur dock bara föras vidare via sönerna. Det fanns dock undantag. Exempelvis gäller det för den grevliga ätten Klingspor nr 107 som upphöjdes år 1799 att enbart huvudmannen och hans äldsta son är grevar.

## Effekter
Paragraf 37 beskrev att adelskap kunde utdelas till män som genom ”trohet, tapperhet och dygd, lärdom och nitiska tjenster gjort sig af konungen och riket synnerligen förtjente.” Om förtjänsterna ansågs ”stora och utmärkta” kunde kungen istället upphöja personen till friherre eller greve.
Med 1809 års regeringsform så försvann den inskränkning som tidigare gällde att enbart 150 nya ätter fick introduceras. Utgick gjorde även möjligheten till nya kommendörsätter vilka hade introducerats av kung Gustav III.
Paragraf 37 inskränkte adlandet till att enbart vara tillgängligt för män. Innan 1809 var det dock mycket sällan förekommande med kvinnor som adlats i Sverige. Tidigare kunde döttrar ärva sin fars adelstitel, men med begränsningen att de ej kunde föra den vidare till sina barn. Det försvann också med den nya regeringsformen. Således var enda sättet för en kvinna att anskaffa sig en adlig titel efter 1809 genom att gifta sig med en adelsman.

## Avveckling
Den siste mannen som adlades jämlikt den 37:e paragrafen var upptäcktsresanden Sven Hedin, som adlades 1902 av Oskar II. Möjligheten för monarken att adla eller upphöja medborgare i friherrligt och grevligt stånd avskaffades formellt i och med 1974 års regeringsform.

## Lagtext
Lagtexten reviderades två gånger, första gången i samband med riksdagen 1828–1830 samt en andra gång i samband med riksdagen 1865–1866.

### Efter 1809
| ” | Konungen äger att upphöja till adeligt stånd och värde män, som genom trohet, tapperhet och dygd, lärdom och nitiska tjenster gjort sig af konungen och riket synnerligen förtjente. Konungen må med grefligt och friherrligt stånd benåda män, som genom stora och utmärkta förtjenster dertill värdiga anses. Ej må adelskap eller greflig eller friherrlig värdighet, som hädanefter förlänas, tillfalla flere än den, hvilken adlad eller upphöjd blifvit, samt efter honom hans äldste manlige bröstarfving i rätt nedstigande led efter led, samt efter denna grens utgång stamfaderns närmaste manliga afkomling, och så vidare. | „ |

### Efter 1828–1830
| ” | Konungen eger, att i Adeligt Stånd upphöja Män, som, genom trohet, tapperhet och dygd, lärdom och nitiska tjenster, gjort sig af Konungen och Riket synnerligen förtjente. Konungen må jemwäl, såsom belöning för stora och utmärkta förtjenster, tilldela Adelsmän Friherrlig och Friherrar Greflig wärdighet. Ej må Adelskap, eller Friherrlig eller Greflig wärdighet, som hädanefter förlänas, tillfalla flera, än den, hwilken adlad eller upphöjd blifwit och, efter hans död, i rätt nedstigande led efter led, hans äldsta manliga Bröstarfwing af äldsta grenen, samt, efter dennas utgång, Stamfadrens närmaste manliga afkomling, af då lefwande äldsta slägtgren, och så widare. Om, genom arf, Adeligt Stånd tillfaller den, som redan blifwit deruti sjelf upphöjd, eller genom närmare arf insatt, upphöre hans eget Adelskap, så framt detta icke är af högre wärdighet, i hwilken händelse Stamfadrens Adelskap öfwergår till närmaste slägtgren: Finnes ingen sådan, utslockne Ätten. Förklaras någon sitt Adelskap förlustig, tillfaller detsamma den, som dertill, enligt här stadgade grunder, närmast berättigad är. | „ |

### Efter 1865–1866
| ” | Konungen äger att i adeligt stånd upphöja män, som, genom trohet, tapperhet och dygd, lärdom och nitiska tjänster, gjort sig av Konungen och riket synnerligen förtjänte. Konungen må jämväl, såsom belöning för stora och utmärkta förtjänster, tilldela adelsmän friherrelig och friherrar grevlig värdighet. Ej må adelskap, eller friherrelig eller grevlig värdighet, som hädanefter förlänas, tillfalla flere, än den, vilken adlad eller upphöjd blivit och, efter hans död, i rätt nedstigande led efter led, hans äldste manlige bröstarving av äldsta grenen, samt, efter dennas utgång, stamfaderns närmaste manlige avkomling, av då levande äldsta släktgren, och så vidare. Om, genom arv, adeligt stånd tillfaller den, som redan blivit däruti själv upphöjd, eller genom närmare arv insatt, upphöre hans eget adelskap, såframt detta icke är av högre värdighet, i vilken händelse stamfaderns adelskap övergår till närmaste släktgren; finnes ingen sådan, utslockne ätten. Förklaras någon sitt adelskap förlustig, tillfaller detsamma den, som därtill, enligt här stadgade grunder, närmast berättigad är. Riddarhusordningen, som fastställes av Konungen samt ridderskapet och adeln gemensamt, bestämmer huru ridderskapet och adeln må sammanträda, för att om sina gemensamma angelägenheter besluta. | „ |